# Containertransport

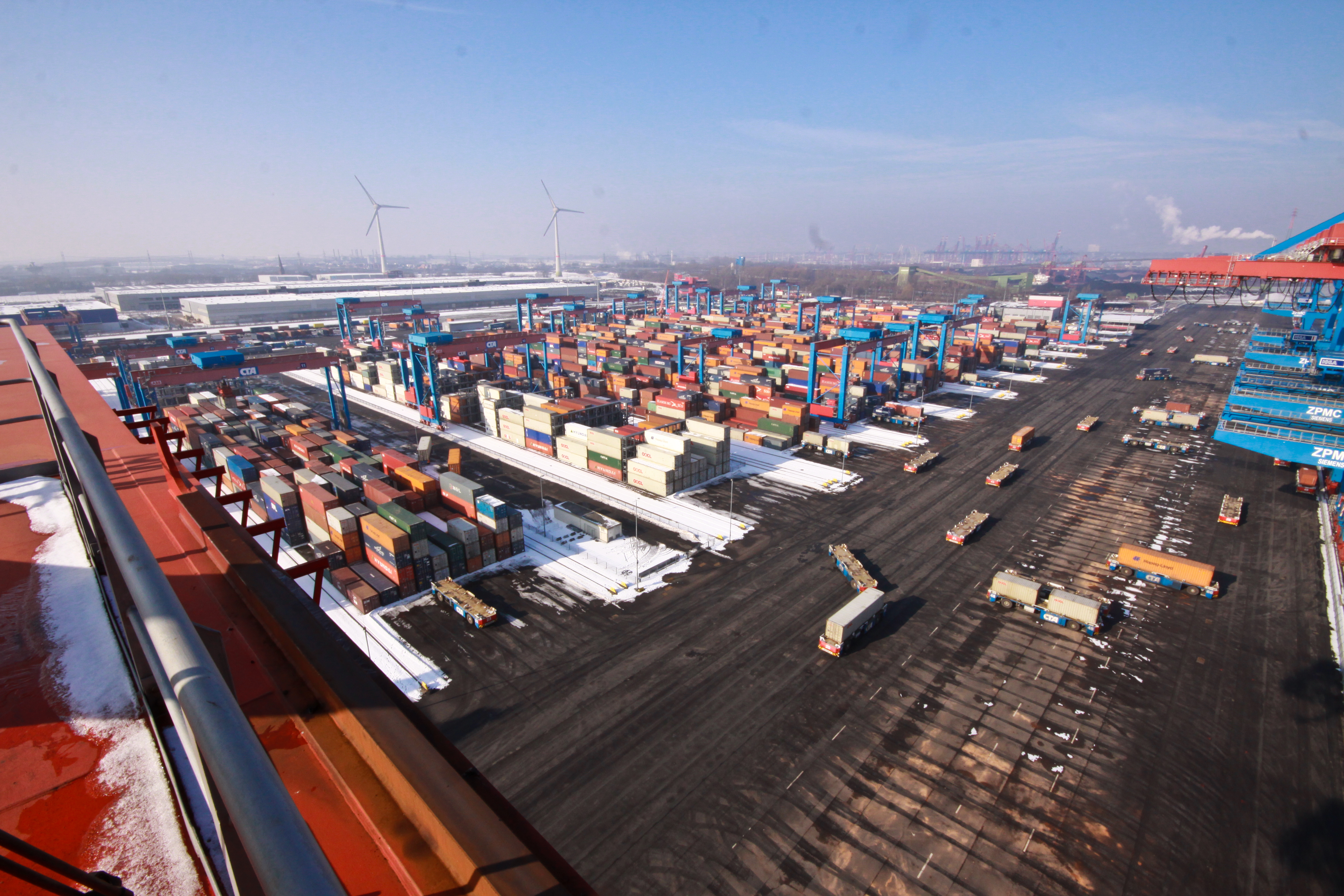
Containerterminal Altenwerder im Hamburger Hafen

Als Containertransport bezeichnet man eine spezielle Art des Behältertransports, der auf intermodalen, stapelbaren Metallcontainern (wie etwa Luftfrachtcontainer, ISO-Container usw.) basiert. Diese Container werden nach standardisierten Maßen gefertigt und können effizient be- und entladen, gestapelt, transportiert und zwischen verschiedenen Verkehrsmitteln umgeladen werden.
Dieses System hatte seine Ursprünge im Behältertransport des 19. Jahrhunderts und wurde im frühen 20. Jahrhundert zum standardisierten Containertransport weiterentwickelt. Eine weltweite Verbreitung erfuhr es nach dem Zweiten Weltkrieg, was zu einer deutlichen Senkung der Transportkosten führte („Containerrevolution“). Dies beschleunigte deutlich die Globalisierung der Handelsströme von Stückgütern.

## Beschreibung
Die weltweite Verbreitung des Containers und die Entwicklungen im Bereich der Logistik, die sich daraus bis heute ergeben haben, bezeichnet man als Containerisierung oder Englisch: Containerisation. Nach verbreiteter Ansicht hat diese Entwicklung ihren Endpunkt noch nicht erreicht. Eine Bedeutung liegt dabei in der geschlossenen Transportkette von Land und Wasser. Die Containerisierung führte zu einer Ablösung anderer Transportformen; sie trug durch erhebliche Kosteneinsparungen auch zum Wachstum des gesamten Transportvolumens sowie zur Strukturveränderung des Handels und der Produktion von Gütern bei. Auch die Sicherheit von Transporten wurde durch die standardisierte Fixierung auf den Fahrzeugen, verbesserte Möglichkeiten der Versiegelung sowie die Tatsache, dass die Inhalte von Containern unsichtbar bleiben, stark erhöht. Jeder ISO-Container trägt eine Nummer aus vier Großbuchstaben (die für den Eigentümer des Containers stehen), sechs Ziffern sowie eine Kontrollziffer. Man kann einzelne Container zusätzlich mit Satellitennavigation ausstatten.

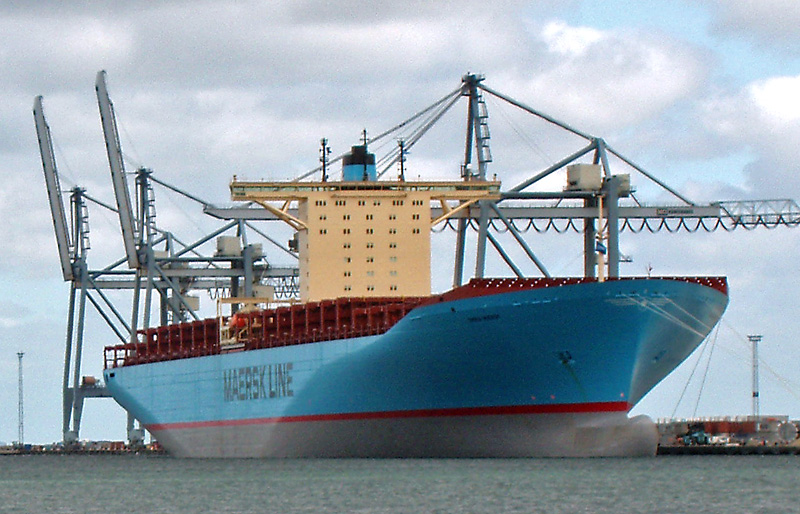
Die Emma Mærsk in Aarhus, 5. Sept. 2006

Container verbreiteten sich seit ihrer Einführung rasant. Wurden beispielsweise bei Einführung des Containers in den Bremischen Häfen im Jahr 1966 16.000 TEU (Twenty-foot Equivalent Unit) verladen, verdreifachte sich diese Anzahl schon im folgenden Jahr. Weiter vorangetrieben durch die Globalisierung des Welthandels war bis 2014 kein Ende dieses Wachstums in Sicht. Im Anschluss an die im Jahr 2002 abgeschlossene Modernisierung des Containerterminals Altenwerder im Hamburger Hafen (2001 bis 2004) wuchs der Umschlag von 4,7 auf 7,0 Millionen TEU. Die Transportkosten auf See sind pro TEU umso geringer, je größer das Containerschiff ist.
Besaß das größte Containerschiff 1968 – ein umgebauter Tanker – eine Transportkapazität von 700 TEU bei einer maximalen Geschwindigkeit von 20 Knoten, so verfügt ein heutiges Standardschiff über eine Ladekapazität von 8.200 TEU bei einer Geschwindigkeit von bis zu 25 Knoten (45 km/h). An Deck eines solchen Schiffes werden sieben bis acht Lagen Container in 17 Reihen und unter Deck 15 Reihen in neun Lagen verstaut. Das bis 2012 größte Containerschiff, die Emma Mærsk, besitzt eine Stellplatzkapazität von über 13.000 TEU, effektiv (homogen) kann sie bis zu 11.000 TEU transportieren. Sie ist 398 m lang, 56,4 m breit und hat einen maximalen Salzwassertiefgang von 16 m. Durch den Transport von Gütern in solch riesigen Mengen werden die Kosten minimiert. So betragen die Transportkosten für eine Flasche Wein von Australien nach Europa heute 12 Cent, eines Pfundes Kaffee aus Mittelamerika 3 Cent.

## Geschichte

### Herkunft
Die Ursprünge des Containertransports finden sich in den Kohleminen Mittelenglands ab dem späten 18. Jahrhundert. 1795 eröffnete Benjamin Outram die Little Eaton Gangway, auf der Kohle mittels Wagen transportiert wurden, die in seinen Butterley Eisenwerken gefertigt wurden. Diese Pferdefuhrwerke auf dem Gangway hatten die Form von Containern, die mit Kohle beladen, über den Derby-Kanal mittels Leichter verschifft wurden.
In den 1830er Jahren wurden bereits auf verschiedenen Kontinenten Container durch Eisenbahnen transportiert, die auf andere Transportmodi transferiert werden konnten. Eine dieser Bahnen war die Liverpool and Manchester Railway im Vereinigten Königreich (England). „Einfache rechteckige Holzkisten, vier auf jedem Wagen, werden benutzt, um Kohle von den Gruben in Lancashire nach Liverpool zu befördern, wo sie per Kran auf Pferdefuhrwerke umgeladen werden.“ Ursprünglich für die Verladung von Kohle auf Leichter gedacht wurden in den späten 1780er Jahren, etwa am Bridgewater-Kanal, lose Kisten benutzt, um die Kohle zu verpacken. Später in den 1840er Jahren wurden sowohl Eisen- als auch Holzkisten benutzt. Im frühen 19. Jahrhundert wurden die geschlossenen Behälter so gestaltet, dass eine Verladung zwischen Straße und Schiene möglich wurde.
Zu Beginn des 20. Jahrhunderts nutzten diverse Eisenbahnunternehmen ähnliche Container. In den 1920er Jahren normte die Railway Clearing House den sogenannten RCH-Container. Er war fünf oder zehn Fuß lang, aus Holz und nicht stapelbar. Diesem frühen Standardcontainer war ein großer Erfolg beschieden, dieser blieb allerdings auf das Vereinigte Königreich beschränkt.

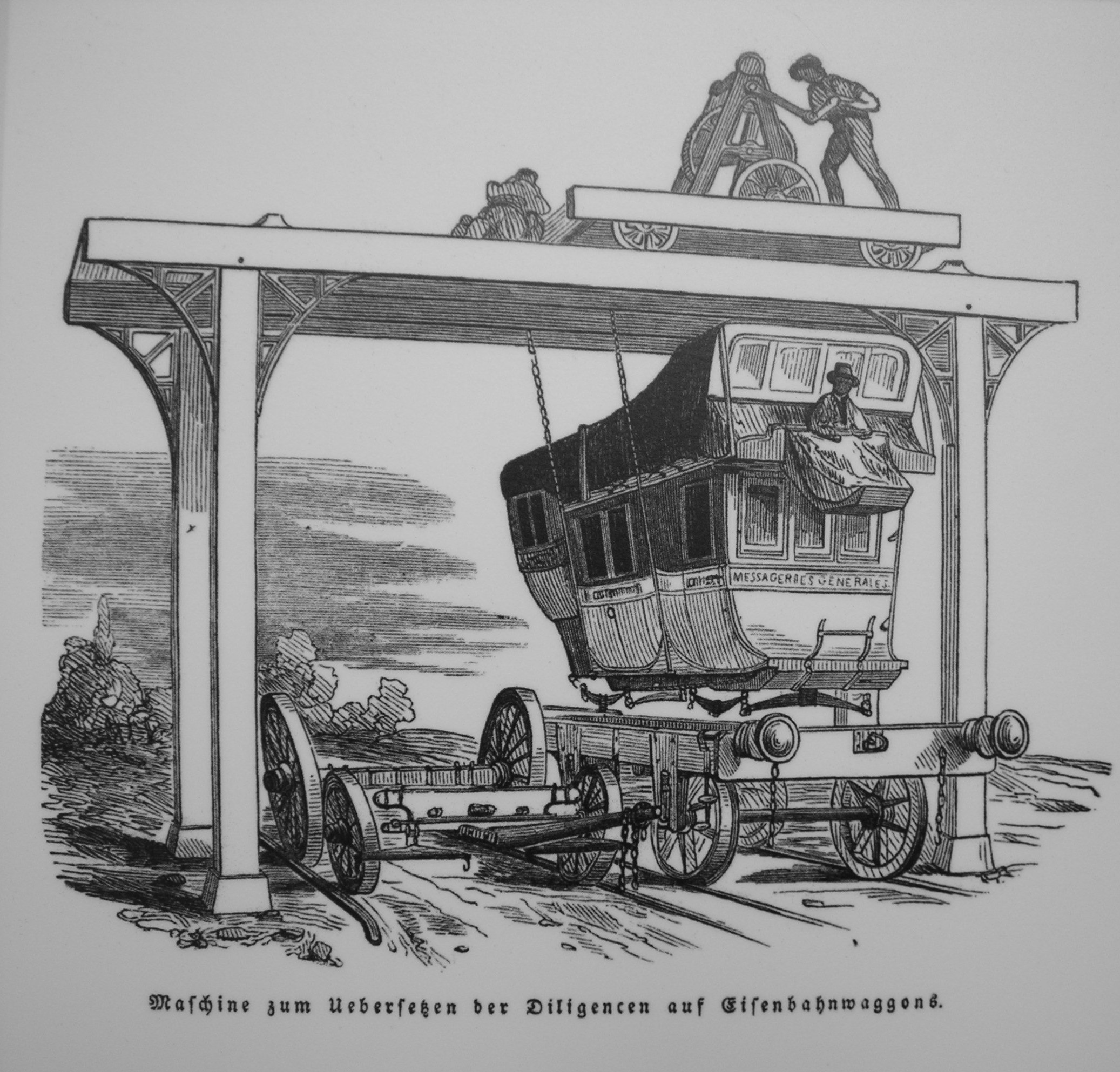
Verladen eines Kutschkastens, 1844

Zwischen 1926 und 1947 transportierte die Chicago North Shore and Milwaukee Railway in den USA Güterkraftfahrzeuge auf Flachwagen zwischen Milwaukee, Wisconsin und Chicago, Illinois. Ab 1929 begann die Seatrain Lines gedeckte Güterwagen auf ihren Schiffen zwischen Kuba und New York zu transportieren. Mitte der 1930er Jahre begann die Chicago Great Western Railroad und später die New Haven Railroad den Huckepackverkehr (Transport von Lkw mit Tragwagen). 1953 übernahmen die CB&Q, die Chicago and Eastern Illinois und die Southern Pacific diese Erfindung. Die meisten dieser Waggons waren ausrangierte Flachwagen, die mit neuen Böden ausgestattet wurden. 1955 begannen 25 weitere Eisenbahnunternehmen verschiedene Formen des Huckepack-Verkehrs in den USA.
Während des Zweiten Weltkriegs benutzte die australische Armee Container, um die verschiedenen Spurweiten-Unterschiede im Land zu überwinden. Diese nicht stapelbaren Container hatten eine ähnliche Größe wie die später eingeführten 20-Fuß-ISO-Container und waren meist aus Holz gefertigt. Im Zuge der Planungen für eine europäische Breitspurbahn für die Zeit nach dem Zweiten Weltkrieg schlugen am 31. August 1942 zunächst Oberreichsbahnrat Günther Wiens vom Reichsbahn-Zentralamt in Berlin und Reichsbahnrat Karl Bauer von der Reichsbahnbau-Direktion München vor, zukünftig von Krananlagen abnehmbare Großbehälter auf Güterwagen zu transportieren. Ab September 1942 wurden dann im Reichsbahn-Zentralamt die technischen Zeichnungen für acht- und zwölfachsige „Behälterwagen“ erstellt. Die Behälter auf den Güterwagen waren tonnenweise genormt in 5, 10, 15, 20 und 30 t. Der 30-t-Behälter ist vergleichbar mit dem heutigen Standard der 40-Fuß-Container.
Im Frühjahr 1949 begann der erste, noch mit ehemaligen Panzerlandungsschiffen improvisierte Containertransport der britischen Reederei Atlantic Steam Navigation Company. Diese setzte auf ihrem Liniendienst über die Irische See eine Idee des Army Transport Officers John Gordon Woolam um und führte später zum Bau erster RoRo-Schiffe.
Im gleichen Jahr führte die Deutsche Bundespost die „Weberbehälter“ oder das „System Weber“ ein. Dies waren genormte Paketbehälter für Straßen- und Schienenfahrzeuge. Die dazu eingesetzten Lkw-Typen waren vor allem der Mercedes-Benz L 3500 und L 6600 sowie Büssing LU 77 und Magirus-Deutz S 3000. Ab 1960 versah man die Behälter mit Rollen, die mit Hubwagen verladen werden konnten.
Anfang der 1950er Jahre wurde in mehreren west- und nordeuropäischen Ländern der Behälterverkehr, basierend auf einem niederländischen Vorkriegssystem, eingeführt. In Deutschland wurde der Behälterverkehr unter der Marke „Von-Haus-zu-Haus“ vermarktet.
Im Jahr 1955 arbeitete in den USA Malcom McLean, ein früherer Lkw-Spediteur, zusammen mit dem Ingenieur Keith Tantlinger an der Entwicklung des modernen intermodalen Containers. Die Herausforderung bestand darin, einen Schiffscontainer zu konstruieren, der effizient auf Schiffe umgeladen werden konnte und der Sicherheit für lange Seereisen bot. Das Ergebnis war eine acht Fuß hohe, acht Fuß breite und zehn Fuß lange Kiste, die aus 2,5 mm dickem gewellten Stahlblech bestand. Die Konstruktion führte auch den Twistlock-Mechanismus an allen vier Ecken ein, der es erlaubte, diese Kisten leicht zu heben und zu sichern. Nachdem er McLean bei der Konstruktion geholfen hatte, überzeugte Tantlinger ihn, diese an die Industrie weiterzugeben. Damit begann die internationale Normierung von Schiffscontainern.
Gegen Ende des Zweiten Weltkriegs benutzte die US Army Spezialcontainer, um die Verladung des Schiffstransportes zu beschleunigen. Die US-Armee bezeichnete diese Kisten als „Transporter“. Dieser „Transporter“ war ein wiederverwendbarer Container mit einer Länge von 8,5 Fuß, einer Breite von 6,25 Fuß und einer Höhe von 6,25 Fuß. Dieser war aus steifem Stahl gefertigt und hatte ein Ladevolumen von 9.000 Pfund. Während des Korea-Krieges wurde der Transporter für den Transport von sensibler militärischer Ausrüstung weiterentwickelt und für einen umfangreicheren Einsatz vorbereitet. Der Diebstahl von Material, Beschädigungen an Holzkisten und eine verlängerte Bearbeitungszeit durch die Schauerleute im Hafen von Busan überzeugten die Armee von der Notwendigkeit der Stahlcontainer. Im Jahr 1952 begann die US-Armee dann mit der Benutzung der Bezeichnung CONEX für Container Express. Die erste größere Verschiffung von CONEX-Behältern wurde vom Zentraldepot Columbus in Georgia zum Hafen von San Francisco durchgeführt. In die japanische Stadt Yokohama und von dort weiter nach Korea wurden Ersatzteile und Ausrüstungsgegenstände verschifft. Die Transportzeit wurde dabei fast halbiert. Zu Zeiten des Vietnamkrieges wurde die Mehrzahl des Materials mit CONEX verschifft. Nachdem das US-Verteidigungsministerium den acht mal acht Fuß großen Container mit einer Länge von Vielfachen von zehn Fuß standardisiert hatte, wurde er schnell von der Frachtschifffahrt übernommen.
Diese Standards wurden im Vereinigten Königreich für Container übernommen und ersetzten weitgehend die Holzcontainer der 1950er Jahre. Die UdSSR-Eisenbahnen setzten hingegen eigene kleine Container ein.

### Verkehrsaufkommen
Zurzeit werden etwa siebzig Prozent aller Stückgutfrachten in Containern transportiert. Seit 1996 verdoppelte sich die Anzahl der Containerschiffe. Der Containermarkt wuchs dreimal schneller als die Weltwirtschaft. Im Jahr 2005 waren weltweit ca. 20 Millionen Container auf 200 Millionen Fahrten unterwegs, davon etwa drei Viertel auf Containerschiffen.
| Platz | Hafen           | 2010       | 2009       | 2008       | 2007       | 2006       | 2005       | 2004       | 2003       | 2002       |
| ----- | --------------- | ---------- | ---------- | ---------- | ---------- | ---------- | ---------- | ---------- | ---------- | ---------- |
| 1.    | Shanghai        | 29.069.000 | 25.002.000 | 27.980.000 | 26.150.000 | 21.710.000 | 18.084.000 | 14.557.200 | 11.281.000 | 8.620.000  |
| 2.    | Singapur        | 28.430.800 | 25.866.400 | 29.918.200 | 27.932.000 | 24.792.400 | 23.192.000 | 21.329.000 | 18.410.500 | 16.940.900 |
| 3.    | Hongkong        | 23.532.000 | 20.983.000 | 24.248.000 | 23.881.000 | 23.234.000 | 22.427.000 | 21.984.000 | 20.449.000 | 19.144.000 |
| 4.    | Shenzhen        | 22.509.700 | 18.250.100 | 21.413.888 | 18.468.900 | 16.197.173 | 13.655.484 | 10.649.900 | 7.613.754  |            |
| 5.    | Busan           | 14.157.291 | 11.954.861 | 13.425.000 | 13.270.000 | 12.030.000 | 11.840.445 | 11.491.968 | 10.407.809 | 9.453.356  |
| 6.    | Ningbo          | 13.144.000 | 10.502.800 | 11.226.000 | 9.349.000  | 7.068.000  | 5.208.000  | 4.005.500  | 2.772.200  | 1.860.000  |
| 7.    | Guangzhou       | 12.550.000 | 11.190.000 | 11.001.300 | 9.200.000  | 6.600.000  | 4.683.000  | 3.308.200  | 2.761.000  | 2.180.000  |
| 8.    | Qingdao         | 12.012.000 | 10.260.000 | 10.320.000 | 9.462.000  | 7.702.000  | 6.307.000  | 5.139.700  | 4.238.000  | 3.410.000  |
| 9.    | Dubai           | 11.600.000 | 11.190.000 | 11.827.299 | 10.653.026 | 8.923.465  | 7.619.222  | 6.428.883  | 5.151.955  | 4.194.264  |
| 10.   | Rotterdam       | 11.145.804 | 9.743.290  | 10.783.825 | 10.790.604 | 9.690.052  | 9.286.757  | 8.280.787  | 7.143.920  | 6.506.311  |
| 11.   | Tianjin         | 10.080.000 | 8.700.000  | 8.500.000  | 7.103.000  | 5.900.000  | 4.801.000  | 3.814.000  | 3.015.000  | 2.408.000  |
| 12.   | Kaohsiung       | 9.181.211  | 8.581.273  | 9.676.554  | 10.256.829 | 9.774.670  | 9.470.000  | 9.714.115  | 8.843.365  | 8.493.052  |
| 13.   | Port Klang      | 8.870.000  | 7.309.779  | 7.970.000  | 6.320.000  | 5.543.527  | 5.243.593  | 4.841.235  | 4.533.212  |            |
| 14.   | Antwerpen       | 8.468.475  | 7.309.639  | 8.662.890  | 8.175.951  | 7.018.799  | 6.488.029  | 6.063.746  | 5.445.437  | 4.777.151  |
| 15.   | Hamburg         | 7.895.736  | 7.007.704  | 9.737.110  | 9.888.792  | 8.861.804  | 8.087.545  | 7.003.479  | 6.137.926  | 5.373.999  |
| 16.   | Los Angeles     | 7.831.902  | 6.748.994  | 7.849.985  | 8.355.039  | 8.469.853  | 7.484.624  | 7.321.433  | 7.178.940  | 6.105.857  |
| 17.   | Tanjung Pelepas | 6.530.000  | 6.000.000  | 5.600.000  | 5.550.000  | 4.770.000  | 4.169.177  | 4.020.421  | 3.487.320  | 2.660.000  |
| 18.   | Long Beach, CA  | 6.263.399  | 5.067.597  | 6.487.816  | 7.312.465  | 7.290.365  | 6.709.818  | 5.779.852  | 4.658.124  | 4.526.365  |
| 19.   | Xiamen          | 5.820.000  | 4.680.400  | 5.034.600  | 4.627.000  | 4.018.700  | 3.343.000  |            |            |            |
| 20.   | New York        | 5.292.020  | 4.561.527  | 5.265.053  | 5.299.105  | 5.086.070  | 4.785.318  | 4.478.480  | 4.067.811  | 3.749.014  |

### Containerschiffe

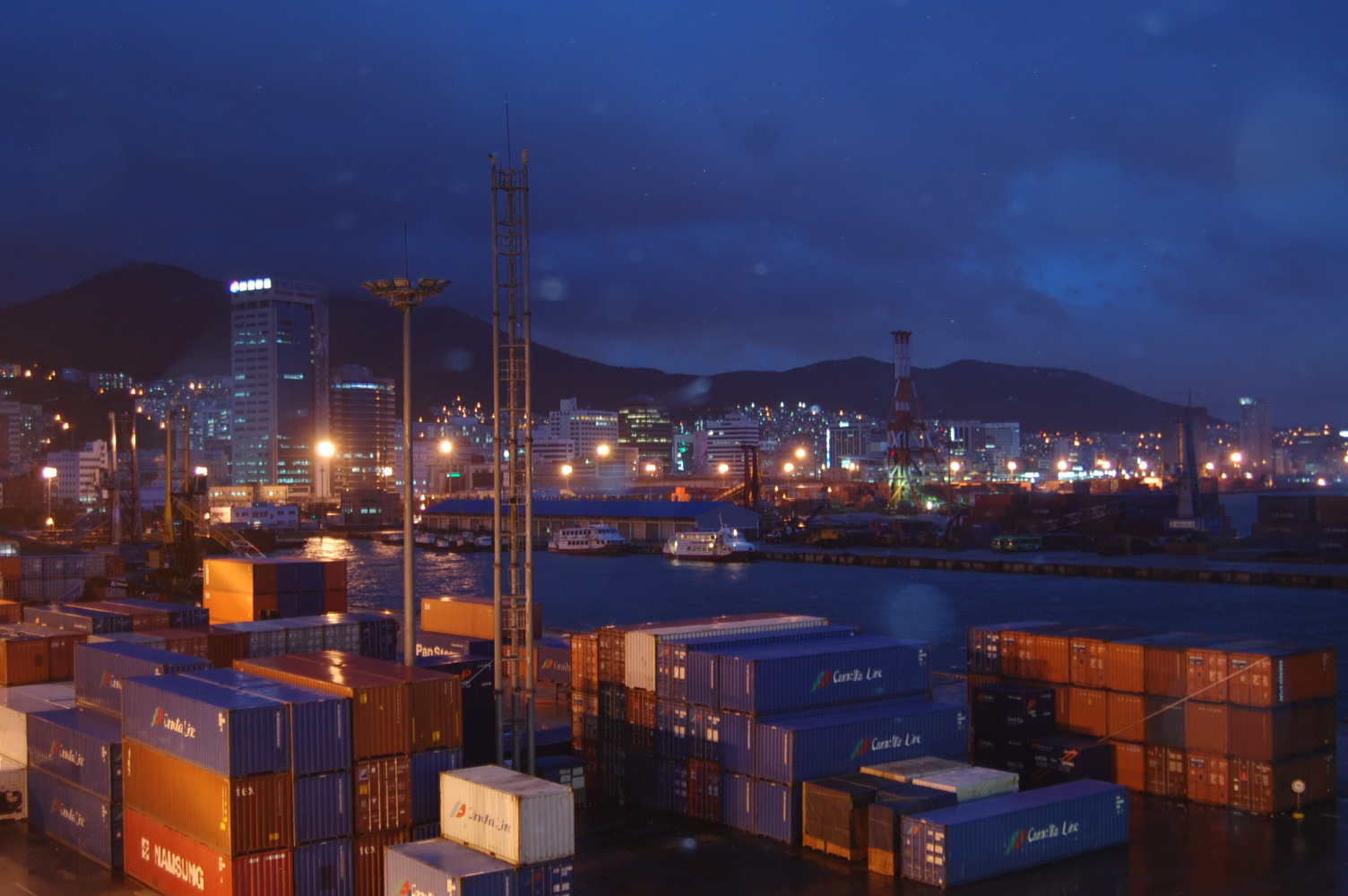
Container im Hafen Busan, Südkorea

Das erste speziell für den Containertransport gebaute Schiff wurde 1951 in Dänemark in Dienst gestellt. Im gleichen Jahr wurde auch in den USA zwischen Seattle und Alaska der Containertransport mit Schiffen aufgenommen.
Das erste Containerschiff für Intermodal-Container war die 1955 in Montreal gebaute Clifford J. Rodgers der White Pass and Yukon Route. Auf ihrer ersten Fahrt zwischen North Vancouver, British Columbia und Skagway in Alaska am 26. November 1955 wurden 600 Container transportiert. In Skagway wurden die Container auf Container-Güterwagen für den Transport zum Yukon umgeladen. Dies war der erste Intermodale Verkehr, der LKW, Schiff und Eisenbahn nutzte.
Als Erfinder des modernen Containers gilt der US-Amerikaner Malcom P. McLean, da er am 26. April 1956 zum ersten Mal Großbehälter für den Transport auf Lkw und Schiffen einsetzte. Um das übliche Umladen im Hafen einsparen zu können, soll er als junger Fuhrunternehmer im Jahr 1937 die Idee gehabt haben, zuerst ganze Lastwagen auf Schiffe zu verladen, später nur die Anhänger mitsamt ihren geladenen Behältnissen und schließlich nur noch die Behältnisse selbst.
McLean gründete die Reederei Sea-Land Corporation Ltd. (seit 2006 Maersk-Sealand-Line) und ließ alte Öltanker so umbauen, dass an Deck zusätzlich Container geladen werden konnten. Die erste Fahrt führte die so umgebaute Ideal X am 26. April 1956 mit 58 Containern von Newark (New Jersey) nach Houston (Texas). Den Durchbruch hatte der Unternehmer McLean mit der Frachtversorgung des US-Militärs während des Vietnamkriegs. Es dauerte jedoch noch zehn Jahre, bis am 2. Mai 1966 ein Schiff mit Containern, die Fairland, in einem europäischen Hafen (Rotterdam) anlegte; vier Tage später erreichte das Schiff Bremen. McLean verfolgte ursprünglich ein Trajekt-Konzept, bei dem er große Lkw in Schiffe verladen wollte. Dies heute als RoRo-Schiff bekanntes Verfahren wurde nicht angewendet, da hier große Mengen an möglichen Laderaum verschwendet werden.
Diese Container wurden damals nach amerikanischen Normen gebaut. Da deren Maße aber nicht auf europäische Straßenverhältnisse anwendbar waren, wurden nach langen Verhandlungen die bis heute genutzten ISO-Normcontainer eingeführt.
Das erste deutsche Containerschiff, die Bell Vanguard lief 1966 bei der Hamburger Werft J. J. Sietas vom Stapel. 1981 war die Frankfurt Express von der Hapag Lloyd AG mit einer Stellplatzkapazität von 3430 TEU das bis dahin größte Containerschiff der Welt.

### Standardisierung

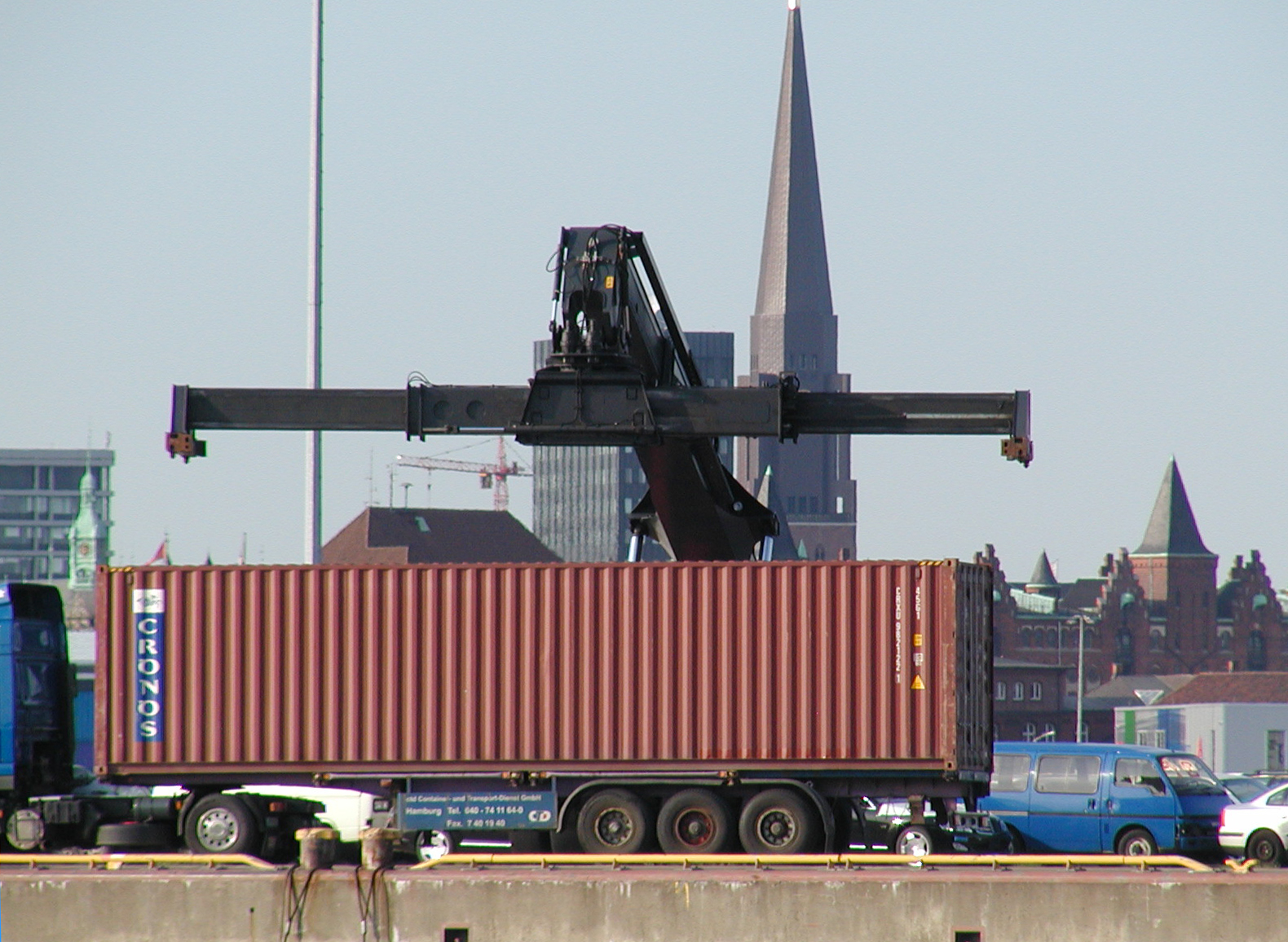
Ein Container wird von einem Sattelauflieger entladen

Während der ersten 20 Jahre des aufkommenden Containertransports wurden verschiedene Containergrößen und Eckbefestigungen benutzt. Allein in den USA gab es Dutzende nicht kompatibler Containersysteme. So hatten unter den großen Containerbetreibern die Matson Navigation Company eine Flotte von 24-Fuß-Containern, während die Sea-Land Service Inc 35-Fuß-Container benutzte. Die heute verbreiteten Standardmaße und Befestigungen entwickelten sich aus einer Reihe von Kompromissen zwischen internationalen Reedereien, Eisenbahnunternehmen und Lkw-Betreibern. Diese mündeten in vier wichtigen ISO-Merkblättern zur Standardisierung des weltweiten Containertransports:
- Januar 1968: R-668 definierte die Begrifflichkeiten, Dimensionen und Bewertungen
- Juli 1968: R-790 definierte die Identifikationsmarkierungen
- Januar 1970: R-1161 machte Vorschläge zu den Eckbefestigungen
- Oktober 1970: R-1897 bestimmte ein Minimum an Innenraummaßen zur allgemeinen Nutzung von Gütercontainern

In den USA wurde der Containertransport und weitere logistische Entwicklungen durch die Interstate Commerce Commission (ICC) behindert, die 1887 zur Regulierung des Eisenbahnverkehrs eingeführt wurde. So war in den 1960er Jahren eine Zustimmung der ICC für die Einführung des Containerverkehrs notwendig. Erst als der Einfluss der ICC zurückgedrängt und 1995 komplett abgeschafft wurde, kam es zu einer vollen Integration des Containertransports in den USA. Lkw- und Eisenbahnverkehr wurden hierbei in den 1970er Jahren und der Schiffsverkehr 1984 dereguliert.

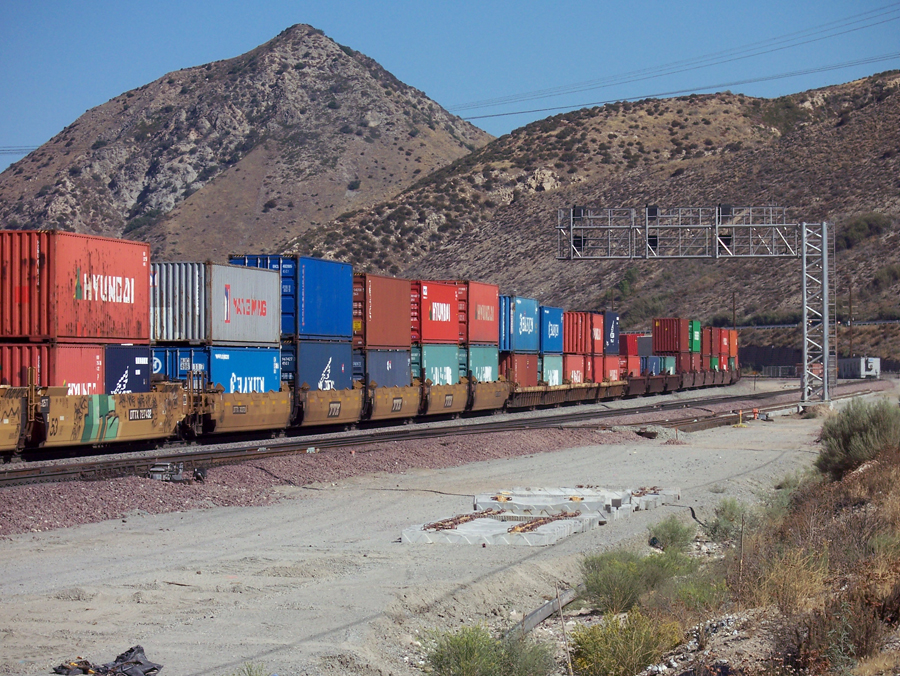
Ein BNSF-Doppelstock-Containerzug passiert den Cajon Pass in Kalifornien.

Im Juli 1985 verkehrten in den USA erstmals Güterzüge, die 200 40-Fuß-Container beförderten. Bei den zunächst zwischen Chicago und Long Beach verkehrenden Doppelstock-Containerzügen wurden je zwei Container auf einem Wagen übereinander gestapelt.

### Auswirkungen
Der Containertransport reduzierte die Kosten des internationalen Transports und beschleunigte diesen, speziell bei Konsumgütern und Massengütern. Er änderte auch dramatisch den Charakter der Hafenstädte weltweit. Vor dem hochautomatisierten Containerumschlag waren oft Mannschaften von 20 bis 22 Schauerleuten notwendig, um die Einzelgüter vom Schiff zu bringen. Nach der Einführung des Containerverkehrs wurde diese große Zahl an Schauerleuten nicht mehr benötigt und die Hafeneinrichtungen und die Berufsbilder wandelten sich vollständig.
Ein Effekt davon war der Verfall einiger Häfen und der Aufstieg anderer Häfen. So wurde im Hafen von San Francisco das lange Pier zum Be- und Entladen nicht mehr benötigt, auf der anderen Seite fehlte es an Abstellfläche für die Container. So verlor der Hafen San Francisco seine führende Rolle als Handelshafen an den zuvor kleineren Hafen im benachbarten Oakland. Ähnliches war auch zwischen den Häfen Manhattan und New Jersey zu beobachten. Im Vereinigten Königreich protestierten Schauerleute-Gewerkschaften gegen die Einführung des Containertransports, was zum Niedergang der Häfen von London und Liverpool führte. Auf der anderen Seite wuchsen Felixstowe und Rotterdam in den Niederlanden zu Großhäfen heran. Aufgrund der fehlenden Wassertiefe für den nötigen Tiefgang der Schiffe ging der Schiffsverkehr in Binnenhäfen nach dem Aufkommen des Containerverkehrs zugunsten der Seehäfen zurück. Mit den Intermodalen Containern kann das Sortieren und Laden der Container weit entfernt vom Punkt der Einschiffung geschehen.
In der Seeschifffahrt gibt es neben dem Transport in Containern noch das klassische Stückgut, Dry-Bulk (Schüttgut) und Tankladung, sowie RoRo- und LASH-Verkehr sowie weitere Spezialverkehre. Zunehmend werden auch hochwertiges Schüttgut und flüssiges Gefahrgut in Containern verfrachtet.
Für Volumen unter dem Ladungsvermögen eines Containers gibt es Teilladungsverkehre, für Volumen über der Kapazität des größten Containers wird der Stückgutverkehr erhalten bleiben. Für standardisierbare Ladung ist der klassische Stückgutverkehr zwischen internationalen Seehäfen inzwischen bedeutungslos.

### Containerrevolution
Die weltweite Verbreitung des Containers und die Entwicklungen im Bereich der Logistik, die sich daraus bis heute ergeben haben, bezeichnet man als Containerrevolution oder Containerisierung. Nach Expertenmeinung hat diese Entwicklung ihren Höhepunkt noch nicht erreicht. Die Bedeutung liegt dabei in der geschlossenen Transportkette von Land und Wasser. Jedoch führt die Containerrevolution nicht nur zu einer Ablösung anderer Transportformen, sondern trägt durch erhebliche Kosteneinsparungen auch zum Wachstum des gesamten Transportvolumens sowie zur Strukturveränderung des Handels und der Produktion von Gütern bei. Auch die Sicherheit von Transporten wurde durch die standardisierte Fixierung auf den Fahrzeugen, verbesserte Möglichkeiten der Versiegelung sowie die Tatsache, dass die Inhalte von Containern unsichtbar bleiben, stark erhöht. Der Kontrolle dieses Systems dient die Containernummer. Es wird diskutiert, jeden einzelnen Container zusätzlich mit Satellitennavigation auszustatten.
Die Ausbreitung des Containers verlief seit seiner Einführung aufgrund dieser Vorteile rasant. Wurden beispielsweise bei Einführung des Containers im Bremer Hafen im Jahr 1966 16.000 TEU verladen, verdreifachte sich diese Anzahl schon im folgenden Jahr. Weiter vorangetrieben durch Prozesse der Globalisierung des Welthandels, insbesondere des chinesischen Exportwachstums, hält die Verbreitung des Containers bis heute mit jährlichen Wachstumsraten von derzeit ca. 10 % an. Derzeit stammen 26 % der eingesetzten Container aus China. So kam es im Anschluss an die im Jahr 2002 abgeschlossene Modernisierung des Containerterminals Altenwerder im Hamburger Hafen zwischen den Jahren 2001 und 2004 zu einem Umschlagswachstum von 4,7 auf 7,0 Millionen TEU. Daneben führt die Tatsache, dass die Transportkosten auf See pro TEU umso geringer sind, je größer das Containerschiff ist, zu immer größeren Schiffseinheiten.
Besaß das größte Containerschiff 1968 – ein umgebauter Tanker – eine Transportkapazität von 700 TEU bei einer maximalen Geschwindigkeit von 20 Knoten, so verfügt ein heutiges Standardschiff über eine Ladekapazität von 8.200 TEU bei einer Geschwindigkeit von bis zu 25 Knoten (45 km/h). An Deck eines solchen Schiffes werden 7–8 Lagen Container in 17 Reihen und unter Deck 15 Reihen in 9 Lagen verstaut. Das bis 2012 größte Containerschiff, die Emma Mærsk, besitzt eine Stellplatzkapazität von über 13.000 TEU, effektiv (homogen) kann sie bis zu 11.000 TEU transportieren. Sie ist 398 m lang, 56,4 m breit und hat einen maximalen Salzwassertiefgang von 16 m. Durch den Transport von Gütern in solch riesigen Mengen werden die Kosten minimiert. So betragen die Transportkosten für eine Flasche Wein von Australien nach Europa heute 12 Cent, eines Pfundes Kaffee aus Mittelamerika 3 Cent.
Im Juli 1985 verkehrten in den USA erstmals Güterzüge, die 200 40-Fuß-Container beförderten. Bei den zunächst zwischen Chicago und Long Beach verkehrenden Doppelstock-Containerzügen wurden je zwei Container auf einem Wagen übereinander gestapelt.

### 21. Jahrhundert
Im Jahr 2009 wurden ungefähr 90 % der Nicht-Schüttgutfracht weltweit in Containern auf Frachtschiffen transportiert. 26 % aller Containertransporte wurden von China aus transportiert. So wurden 2009 105.976.701 Container in China (sowohl international als auch Küstenverkehr; ohne Hongkong), 21.040.096 Container in Hongkong und nur 34.299.572 in den USA verschifft. Im Jahr 2005 machten 18 Millionen Container über 200 Millionen Fahrten pro Jahr. Die größten Schiffe transportieren über 14.500 TEU, wie zum Beispiel die 396 m lange Emma Mærsk (Stapellauf im August 2006). Inzwischen gibt es die noch größere Triple-E-Klasse, die eine Länge von 400 m und eine Breite von 59 m aufweist. Diese kann bis zu 18.000 TEU transportieren. Es wird prognostiziert, dass diese Schiffe die Malaccamax-Größe erreichen, die nur durch den Tiefgang der Straße von Malacca begrenzt wird. Diese Schiffe werden eine Länge von 470 m und eine Breite von 60 m erreichen.
Nur wenige sahen die Ausmaße des Einflusses des Containertransports. In den 1950er Jahren sagte der Harvard-Wirtschaftsprofessor Benjamin Chinitz voraus, dass New York durch den Containertransport profitieren würde, da es so seine Güter billiger in die südlichen Staaten der USA transportieren könne. Er sah jedoch nicht voraus, dass diese Güter viel billiger aus dem Ausland zu importieren sind. Die meisten Studien sahen voraus, dass die Reedereien sich langsam auf Containerverkehr umstellen, aber sie sahen nicht voraus, dass die Container selbst einen viel größeren Einfluss auf das Handelsvolumen und die Wahl der Spediteure haben würden.
Der verbreitete ISO-Standard-Container brachte auch Änderungen in anderen Gütertransport-Standards, so wurden Lkw-Wechselaufbauten auf Standardmaße geändert. Auch der weltweite Einsatz der weitverbreiteten Transportpalette änderte sich durch den ISO-Container, da etwa Europoolpaletten sich nicht verlustfrei in einen solchen Container verstauen lassen.
Ein wichtiger Vorteil des Containertransports ist die Erhöhung der Ladungssicherheit. Die Fracht ist nicht für jedermann sichtbar und wird deutlich seltener gestohlen. Die Türen der Container sind in der Regel versiegelt, so dass Manipulationen offensichtlicher werden. Einzelne Container sind auch mit elektronischer Sendungsverfolgung ausgerüstet und können so ständig überwacht werden. So etwa auch ob sich der Luftdruck durch eine Türöffnung ändert. Hierdurch wurde die Diebstahlsquote drastisch gesenkt.
Die Verwendung von einheitlichen Containergrößen über den ganzen Globus verringerte die Probleme, die durch verschiedene Spurweiten der Eisenbahnen auftreten. Die Mehrheit der Bahnnetze weltweit sind mit der sogenannten Normalspur ausgerüstet, aber in vielen Ländern wie etwa Russland oder Indien wird eine Breitspur verwendet, während etwa in Afrika und Südamerika auch große Schmalspurnetze vorhanden sind. Die Verwendung von Containern in all diesen Ländern erleichtert den Wechsel unter den verschiedenen Systemen.
Für den Überseetransport werden 20- und 40-Fuß-Container auch bei der Verladung von Pkw und anderen Fahrzeugen benutzt.

## Containerstandards

### ISO-Container

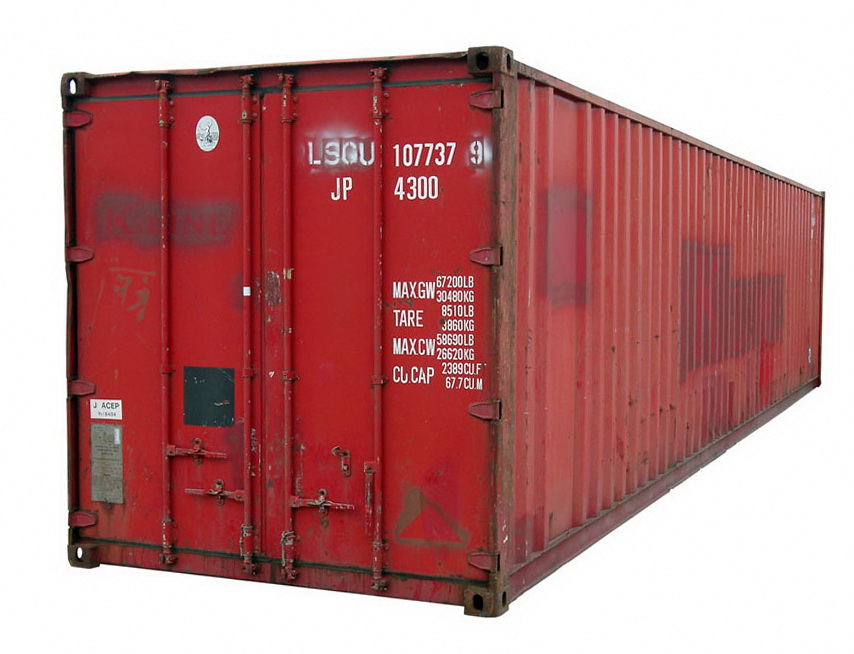
40-Fuß-Container

Der am meisten verbreitete Container ist der von der Internationalen Seeschifffahrts-Organisation (IMO) nach ISO 668 genormte sogenannte ISO-Container.
Die fünf Standardlängen dieser Container sind 20 Fuß (6,1 m), 40 Fuß (12,2 m), 45 Fuß (13,7 m), 48 Fuß (14,6 m) und 53 Fuß (16,2 m). Als Standardmaßzahl wird das Twenty-foot Equivalent Unit (TEU) genommen. Dieses bezieht sich auf eine äquivalente Ladungseinheit von 20 Fuß Länge und 8 Fuß Breite. Die Höhe wird hierbei nicht betrachtet. Diese schwankt zwischen 4 Fuß (Halbhöhen-Container) und 9 Fuß 6 Zoll (High Cube Container).
Die maximale Tragfähigkeit eines 20-Fuß-Containers liegt bei 24 Tonnen, für einen 40-Fuß High Cube Container bei 30,48 Tonnen. Aus Sicherheitsgründen wird diese auf 22 Tonnen bei einem 20-Fuß-Container und 27 Tonnen bei einem 40-Fuß-Container reduziert.
Die ursprünglich gewählte Höhe von 8 Fuß wurde aufgrund des Lichtraumprofils von Eisenbahntunneln gewählt.
Eine Sonderform des ISO-Containers ist der Binnencontainer. Dieser Containertyp wurde speziell für den europäischen Binnenverkehr entwickelt und bietet einen etwas breiteren Innenraum (breiter als 2.400 mm), so dass zwei Europoolpaletten (je 1.200 mm breit) nebeneinander platzfinden, womit die bei der Nutzung von regulären ISO-Containern und Europoolpaletten aufgrund des etwas zu schmalen Innenraums (unter 2.400 mm) unvermeidlichen Leerräumen vermieden und eine höhere Kapazität erreicht werden.

### Luftfrachtcontainer

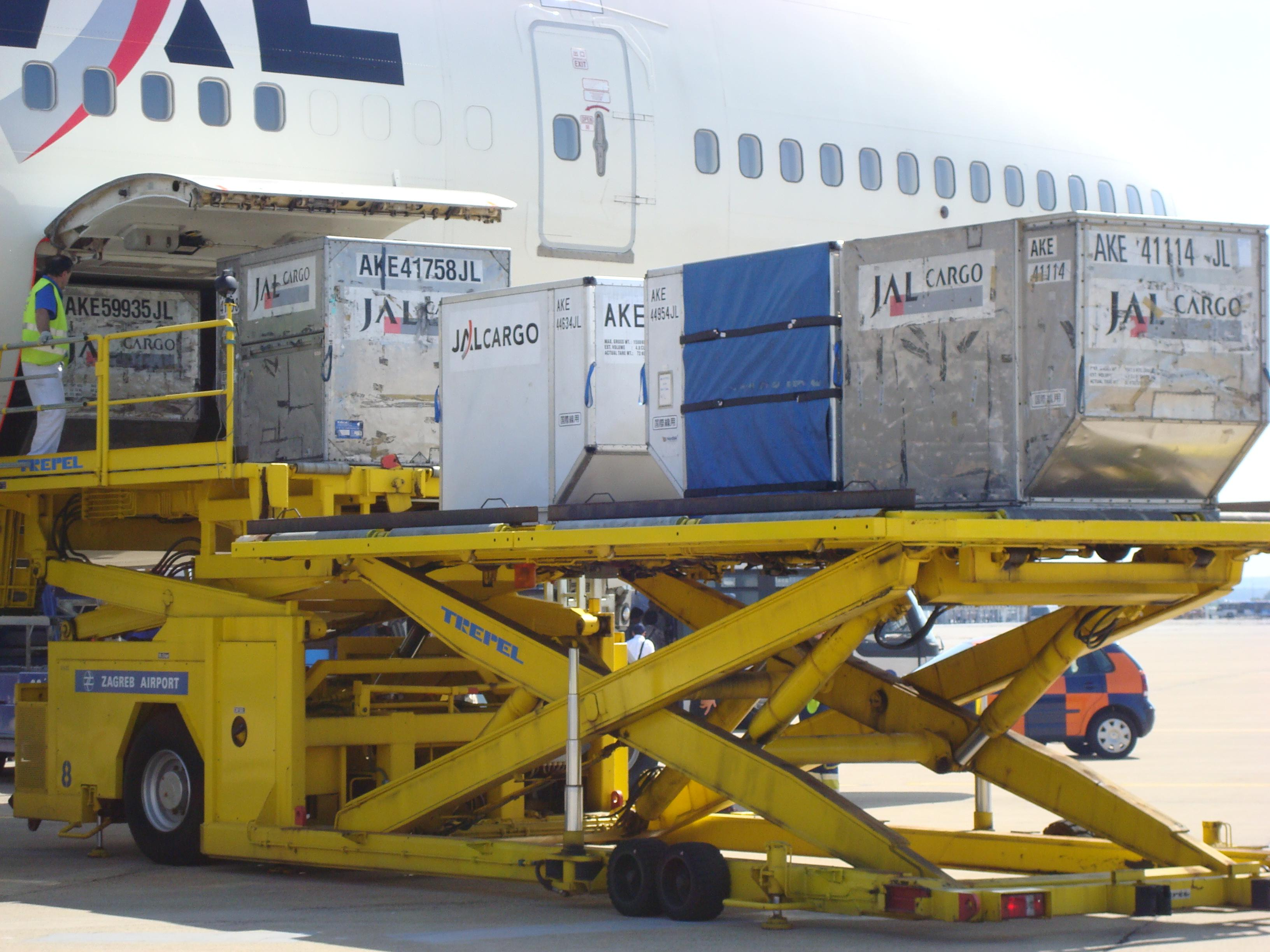
Entladung von Containern aus einer Boeing 747 der JAL

Aufgrund der verschiedenen Restriktionen eines Frachtflugzeuges bezüglich der Größe und des Gewichts ist der Einsatz von Standardcontainern hier nicht sinnvoll. Durch den bauchigen Rumpf würde bei einem reinen Frachtflugzeug mit einem Standard-ISO-Container zu viel Platz verschwendet werden und für das Frachtdeck eines Passagierflugzeugs wäre er zu groß. Dazu kommt, dass alleine das Leergewicht eines 20-Fuß-Stahlcontainers knapp 10 % des maximalen Gesamtgewichtes ausmacht. Deshalb entwickelten verschiedene Luftfahrtgesellschaften eigene, speziell an die Flugzeugform angepasste leichte Aluminiumcontainer in verschiedenen Formen. Auch die internationale Vereinigung der Luftfahrtunternehmen IATA entwickelte einen Standard-Luftfahrtcontainer mit einem Volumen von 11,52 m³ (407 Kubikfuß) normiert.

### Andere Containersysteme

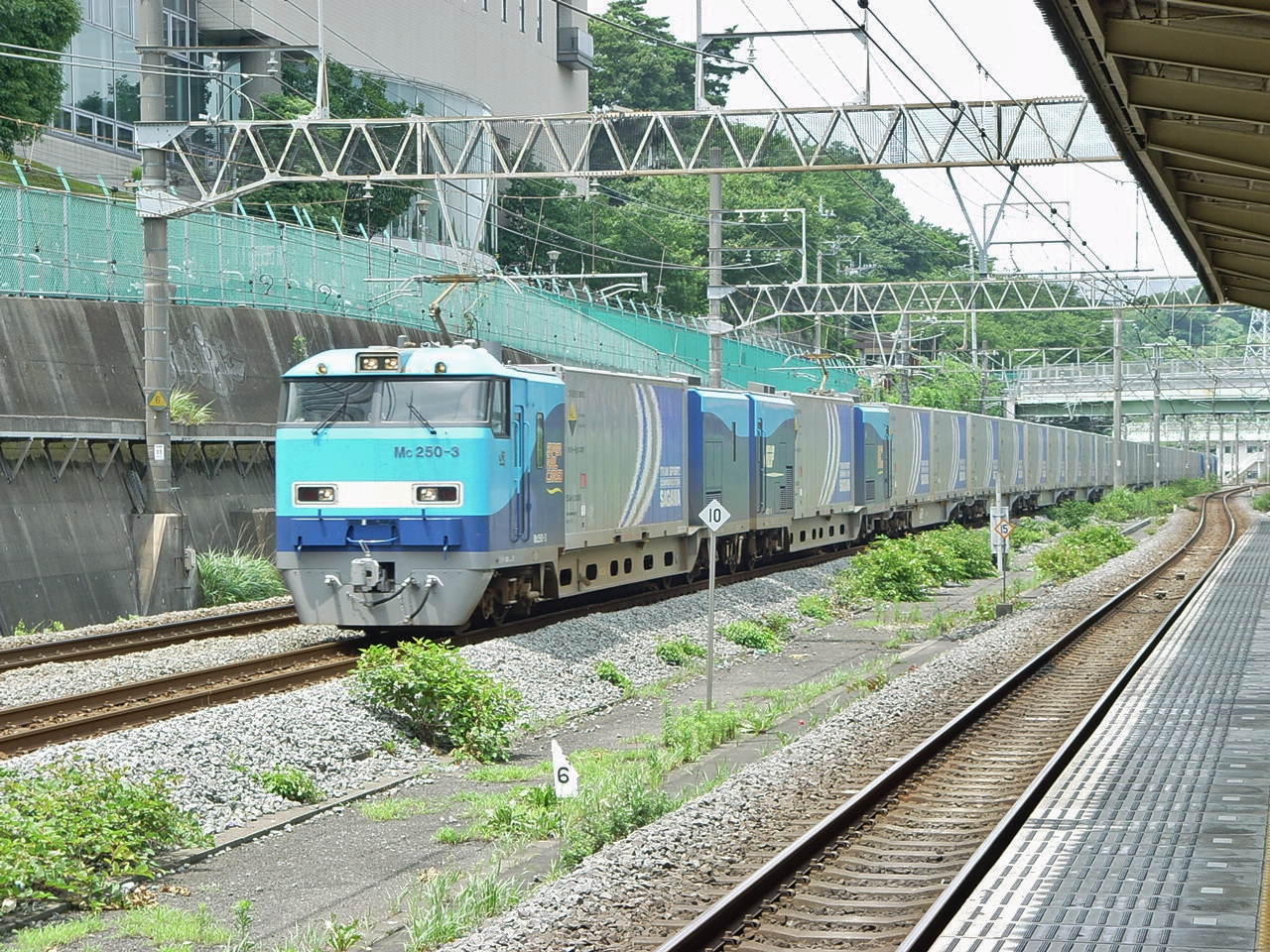
Gütertriebwagen M250 mit Containern nach JR Freight-Standard

- Behälterverkehr, in Deutschland als „Von-Haus-zu-Haus“ Verkehr vermarktet
- ARKAS
- NYC Container (1922)
- Japanische Bahncontainer der Japan Freight Railway Company
- Mack (1925)
- Englischer Bahncontainer (1927)
- Kühlcontainer der Victorian Railways (1928)
- International Competition (1929)
- GWR Container (1930)
- Internationale Handelskammer (1931)
- International Container Bureau (1933)
- SAR Wolseley break of gauge (1936)
- Queensland Railways Milchcontailer, 2000 Gallonen, Straße-Schiene (1946)
- RACE Australien (1978)
- PODS (1998)
- SECU (Schweden, Finnland, Vereinigtes Königreich), 95-t-Großcontainer (2005?)

## Containerladung

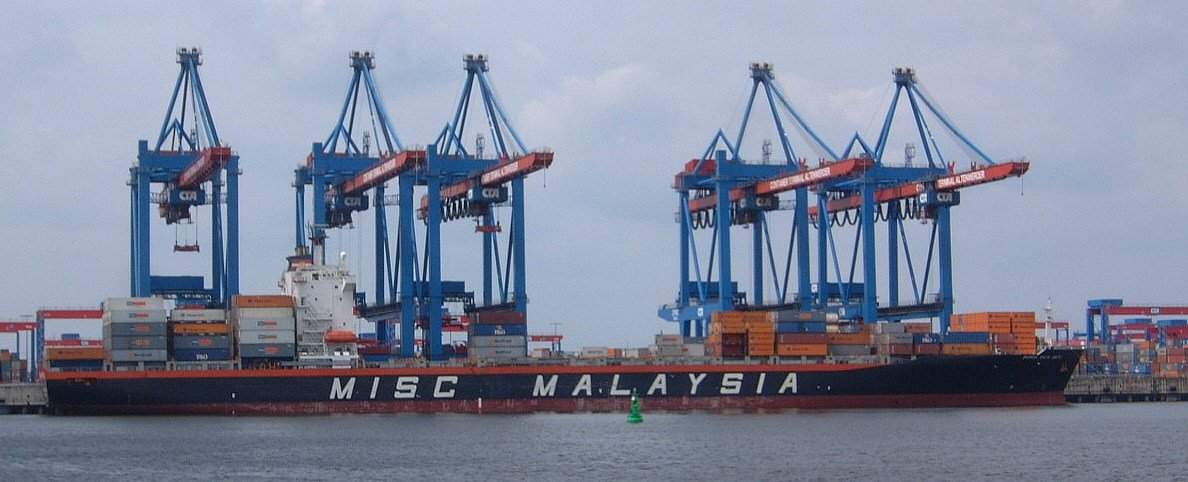
45-m-Containerbrücken im Hamburger Hafen (CTA)

### Full container load
Ein Full Container Load (FCL) bezeichnet einen Container, der vollständig von einem Spediteur für einen Auftragnehmer be- und entladen wird. Als Konsequenz wird dieser Container nur mit einer einzigen Ladung beladen. Ideal bei dieser Art der Verschiffung sind Container, die durch eine Ladung vollständig bis zu ihrer Ladungsfähigkeit gefüllt werden. Dies ist jedoch in der Regel nicht der Fall.

### Less than container load

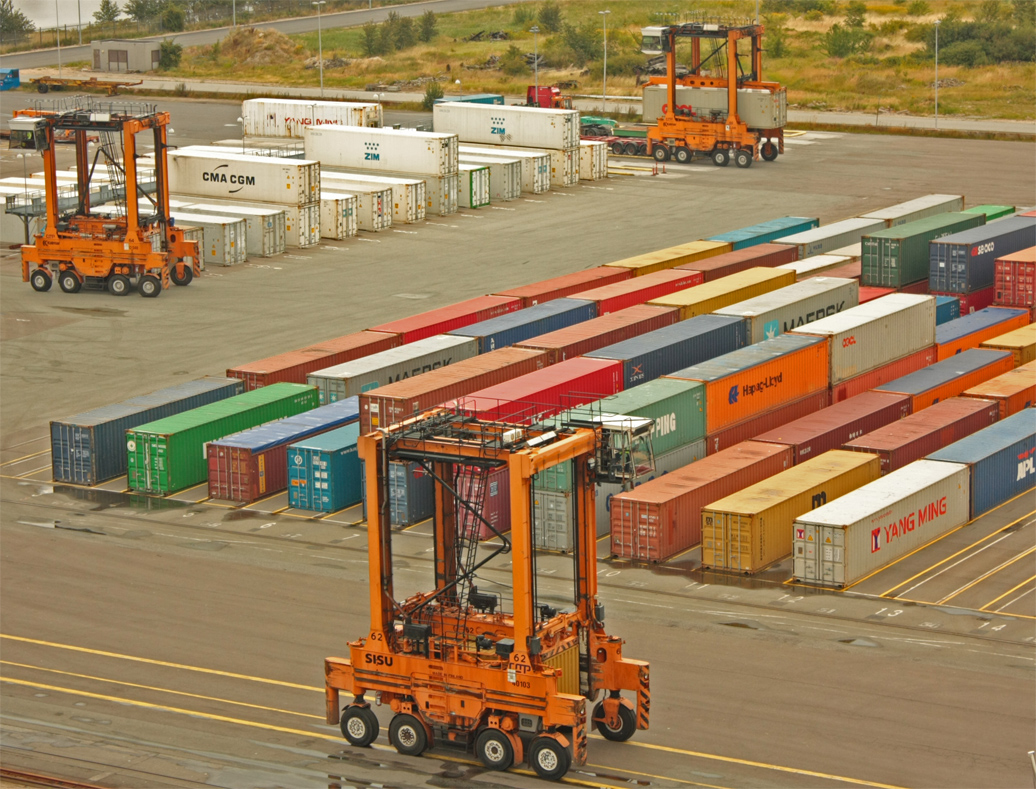
Portalhubwagen im Hafen von Kopenhagen

Die sogenannte Less than container load (LCL) bezeichnet einen Transport, der nicht die vollständige Ladefähigkeit eines Containers einnimmt. Die Abkürzung LCL bezog sich früher auf „Weniger als eine Wagenladung“ („Less than (railway) Car Load“) für den Stückgutverkehr bei der Bahn.

## Produktivität in Umschlag und Transport
Der Produktivitätsvorteil des Containers liegt für die Seefracht
- im großen Volumen für einen einzelnen Hub (ca. Faktor zehn gegenüber Stückgutfrachtern)
- in der Vereinfachung der Klarierung im Zollverschluss-Verfahren und in der Standardisierung der Transporthilfsmittel für den Hebevorgang (siehe auch Portalkran)
- in der einheitlichen Raumausnutzung im Schiff: Die Abmessungen von Containerschiffen werden an die standardisierten Containermaße angepasst.

Die Produktivität beim Transport mittels Lkw ist durch das höhere Leergewicht und den unvermeidlichen Transport leerer Container auf nicht-ausgeglichenen Relationen geringer als die von leichten Anhängern oder Wechselbrücken.
Der Einsatz von Containern bietet weitere Vorteile in der Handhabung bei Umschlag und Beladung im Landverkehr:
- erheblich kürzere Umschlagzeiten, auch im intermodalen Verkehr
  - Die Waren müssen beim Wechsel von einem Verkehrsmittel auf ein anderes nicht mehr umgepackt werden, sondern der Container wird stets als Ganzes befördert (Homogenisierung von heterogenen Gütern)
  - genormte ISO-Containers können teilweise automatisiert umgeladen werden
- einheitliche Raumausnutzung bei Lagerung, Umschlag und im Schiff: Die Abmessungen von Lagerhallen, Kränen, Containerschiffen usw. können an die standardisierten Containermaße angepasst werden

Heute werden 70 % aller Stückgutfrachten in Containern transportiert. 356 Millionen Container werden von den Reedereien pro Jahr mit Schiffen transportiert. Bis zu 30 % der Container im Seeverkehr werden leer befördert (Asia Westbound, Atlantic Eastbound). Das braucht keine Mehrverkehre zu verursachen – wenn mehr Waren von China nach Europa transportiert werden als in umgekehrter Richtung kommt es unvermeidlich dazu, dass Containerschiffe halbleer von Europa nach Asien fahren; das Mitnehmen von Leercontainern verursacht dabei keinen nennenswerten Mehraufwand.

## Umschlaggeräte

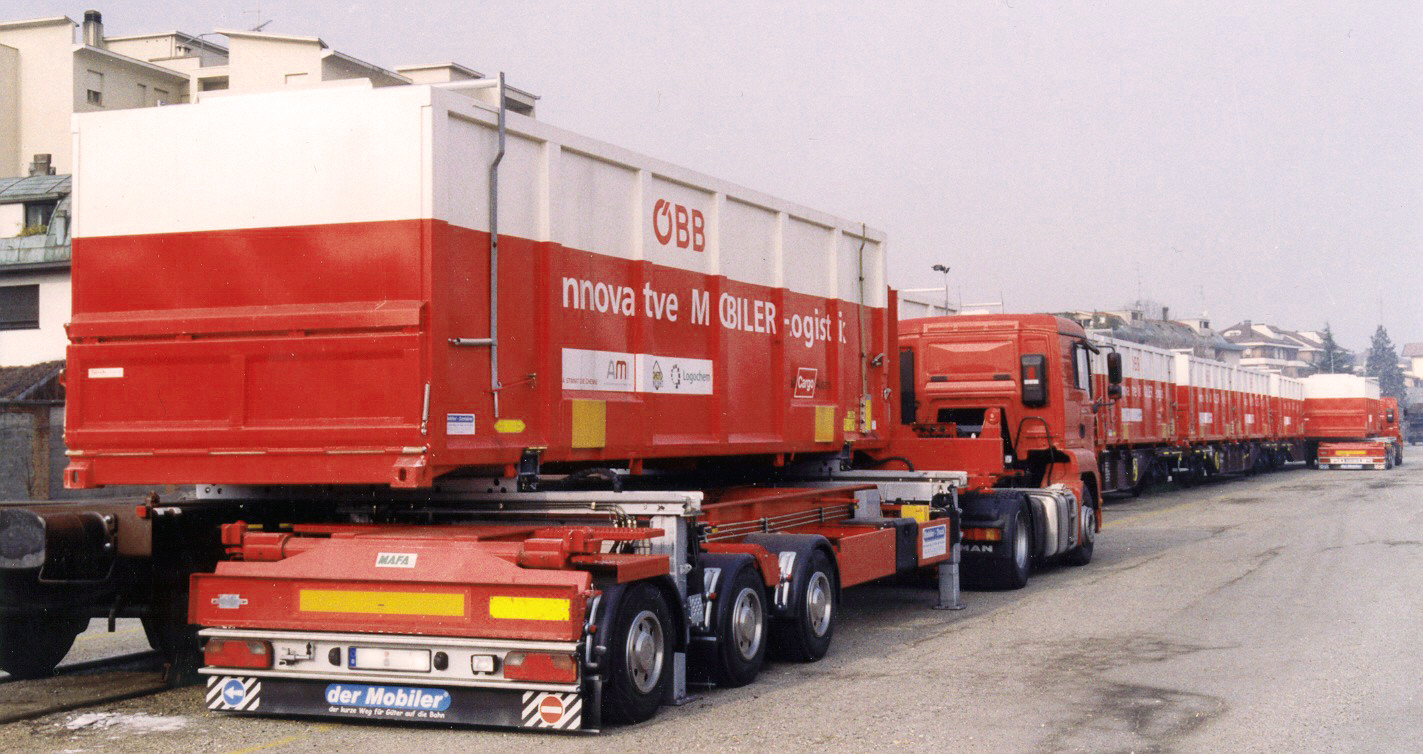
Container der ÖBB mit mobilem LKW

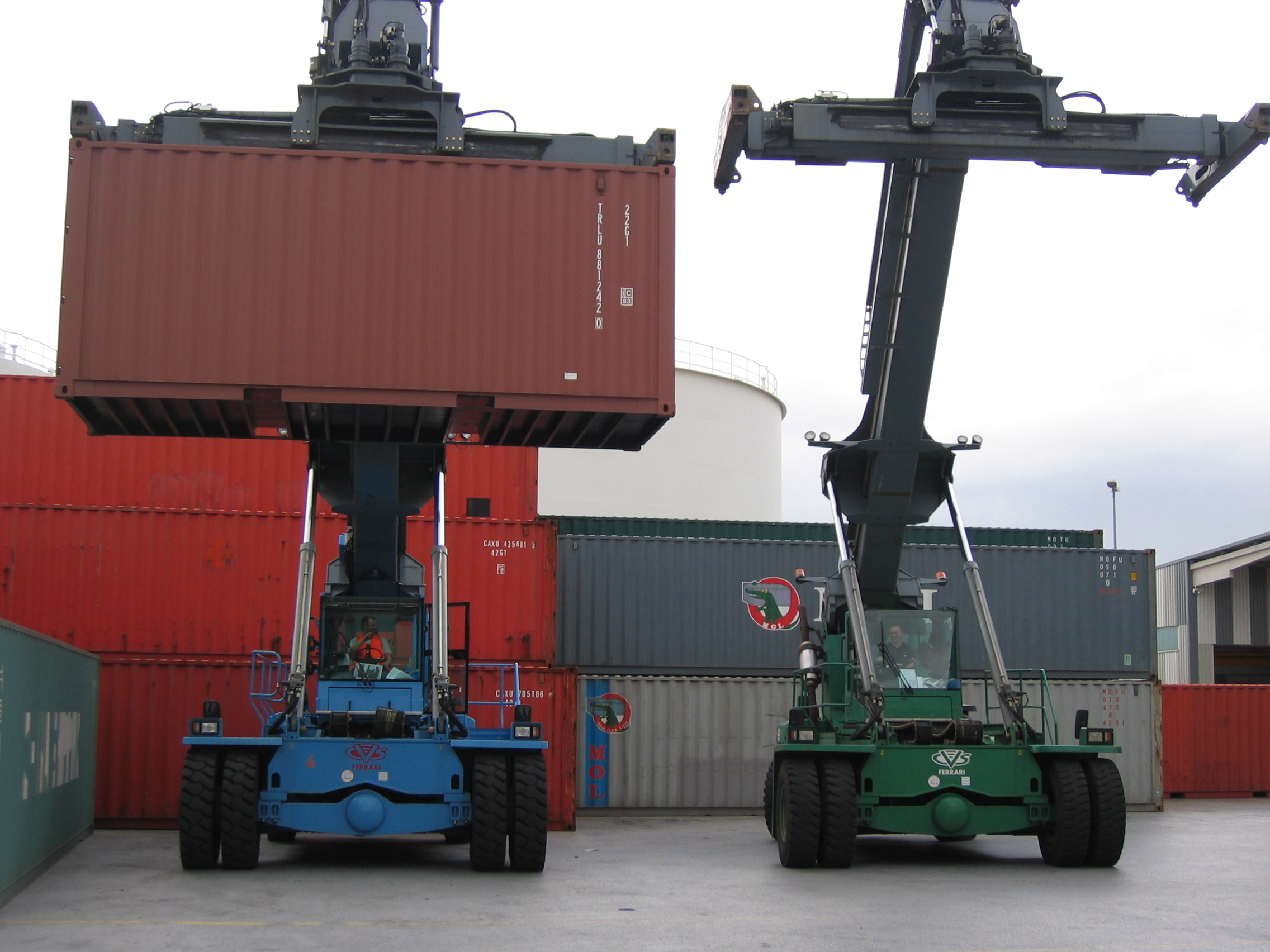
Zwei Reach-Stacker von vorn

Für die Umladung der Container wurde eine Vielzahl an Gerätschaften entwickelt, um diesen Vorgang schnell und leistungsfähig zu machen. Zu den größten dieser Umschlaggeräte zählen die Containerbrücken. Diese sichern die Verladung von Containerschiffen auf die Hafenkaie. Dort werden sie in modernen Containerterminals mit Fahrerlosen Transportfahrzeugen weitertransportiert. Andere, meist kleinere Hilfsmittel zum Transport und der Verladung von Containern sind Portalhubwagen, Reach-Stacker und Gabelstapler. All diese Umschlaggeräte sind mit Spreader ausgerüstet, mit denen der Container an seinen vier oberen Ecken gepackt und hochgehoben werden kann. Im Kombinierten Verkehr werden für die Verladung der Container von Lkw auf Bahnwagen auch Techniken der Horizontalverladung genutzt, wie etwa beim KV-Roller (ehemals Mobiler).

### Spezielle Transportfahrzeuge
- Containerschiff
- Containerchassis – Auflieger für Sattelzüge mit Twistlock-Verriegelung
- Containertragwagen – Eisenbahngüterwagen

### Spezielle Verladegeräte
- Containerbrücke
- Portalhubwagen
- Reach-Stacker
- Gummibereifter Portalkran
- Mobiler (für Verladung und Transport)
- ContainerMover (für Verladung und Transport)

## Trivia

### Rekorde

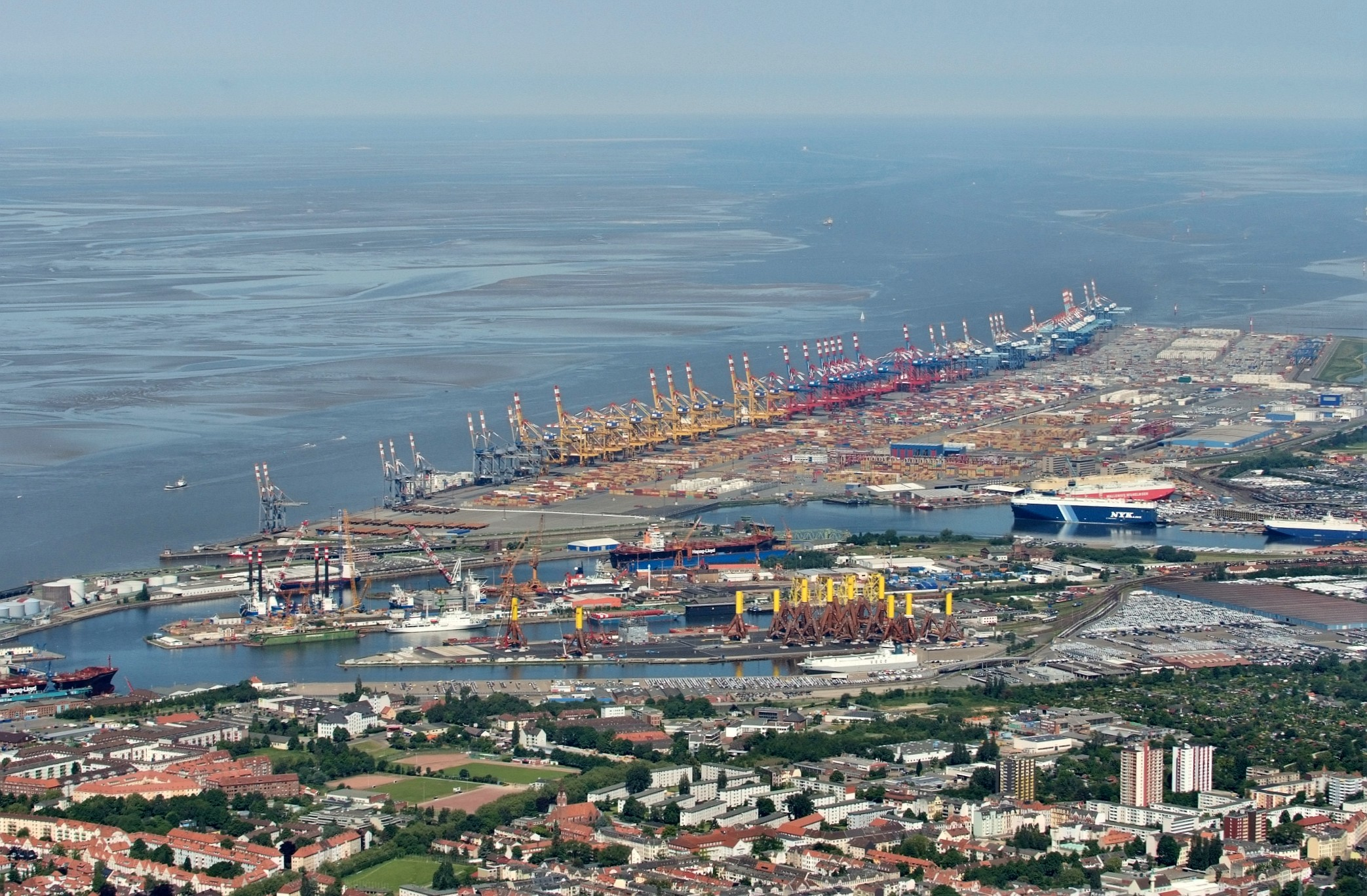
Luftaufnahme des Container-Terminals in Bremerhaven

Der Container-Terminal Bremerhaven wurde 2010 als größter zusammenhängender Containerterminal (CT) der Welt im Guinness-Buch der Rekorde eingetragen. Er hatte 2010 eine Stellfläche von 2.000.000 m².

### Erhöhung des Kraftstoffverbrauchs
Die Containerisierung erhöht den Kraftstoffverbrauch und reduziert die Transportkapazität, da der Container zusammen mit der eigentlichen Güterladung transportiert werden muss. Stapelbare Container sind schwerer als Gebinde mit geringeren Anforderungen. Dies macht die Containerverladung von speziellen Schüttgut-Transporten unattraktiv. Für die meisten Güter jedoch sind die eingesparten Kosten beim Güterumschlag höher als der höhere Kraftstoffverbrauch.

### Verbrechen
Container werden zum Schmuggeln verwendet. Nicht jeder Container wird bei der Ankunft geöffnet und inspiziert.
Seit den Anschlägen auf das World Trade Center 2001 werden Anstrengungen unternommen, um zu verhindern, dass Waffen, Bomben oder Terroristen per Container in ein Industrieland gelangen. Zum Beispiel startete die US-Regierung 2002 die Container Security Initiative. Auch aus fiskalischem Interesse (Zoll) und anderen Gründen werden ankommende Container heute (2016) gründlicher untersucht als früher.

### Leercontainer
Da nicht immer eine Wiederbefüllung der Container am Entladeort gegeben ist oder die Kosten für die Verlegung leerer Container zu einer anderen Ladestelle höher sind als der Wert eines Containers, ist ein Leercontainermanagement notwendig. Aus diesen Gründen bieten Frachtschifflinien und Containervermietungsgesellschaften günstige oder kostenlose Verlegungen von Containern an.
Daneben ist es auch nötig, beschädigte oder am Ende ihrer Lebensdauer angekommene Container zu recyclen. Dies geschieht in Form von Altmetallverwertung oder dem Neuaufbau von Schiffcontainern.

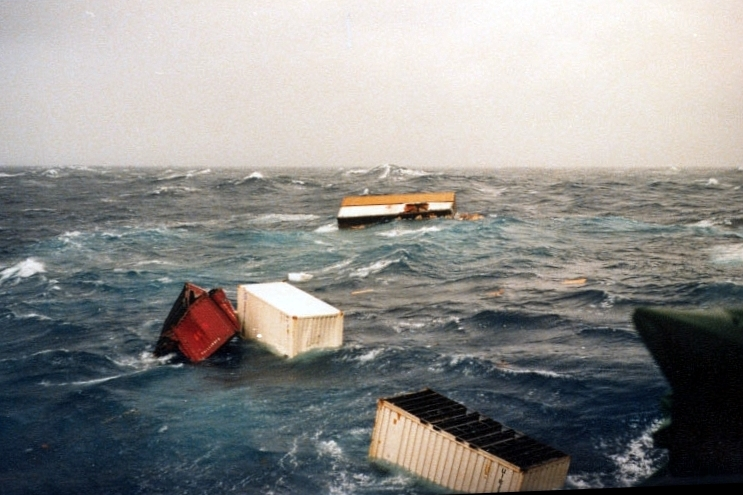
In einem Orkan fallen Container über Bord – Winter Nordatlantik 1980

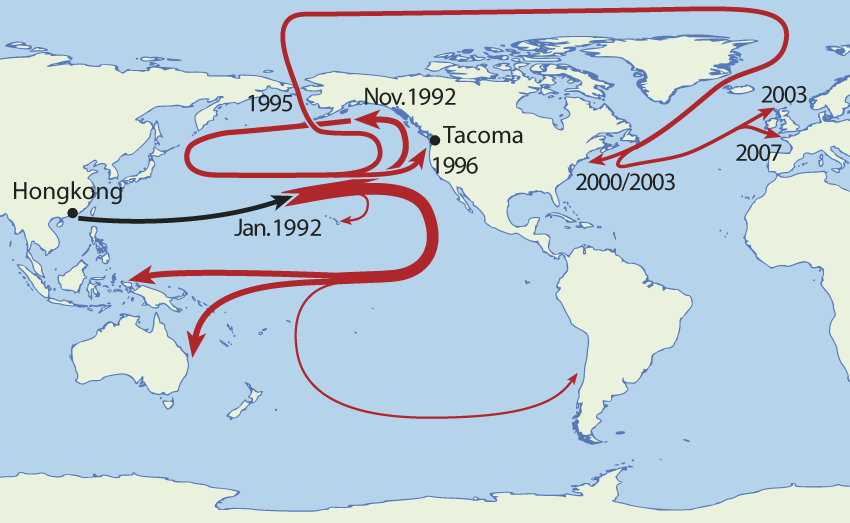
Weg der Friendly Floatees

### Verluste auf See
Gelegentlich fallen Container, zumeist bei Stürmen, von Schiffen ins Meer. Zwischen 2.000 und 10.000 Container gehen so jedes Jahr auf See verloren. Bei rauer See über Bord gegangene Container sinken, da sie voll Wasser laufen, aber nicht alle Container sinken, manche treiben auch an oder kurz unterhalb der Wasseroberfläche und stellen so eine schwer erkennbare Gefahr für die Schifffahrt dar. Die Ladung aus verloren gegangenen Containern bietet Ozeanografen eine Gelegenheit, globale Meeresströmungen zu verfolgen, so etwa beim Untergang eines mit Quietscheentchen beladenen Containers 1992 im Pazifik, bei dem die Quietscheentchen als Friendly Floatees an diversen Küsten der Welt angespült wurden.
Seit 2007 arbeiten die Internationale Schifffahrtskammer und das World Shipping Council an einer Verbesserung der Containerladung, des Crewtrainings und der Stapelung, um die Sicherheit der Containerladungen in schwerer See zu verbessern.

### Gewerkschaften
Eine große Auseinandersetzung im Zuge der Containerrevolution wurde in Washington D.C. ausgetragen. Erst in den frühen 1970er Jahren wurde gestattet, dass intermodale Transporte durchtarifiert wurden. Und knapp zehn Jahre später, im Jahr 1987 wurde vor dem obersten US-Bundesgericht erstritten, dass zur Beladung der Container keine Angehörigen der Hafenarbeitergewerkschaft beschäftigt werden mussten. Dies führte zu noch weiter sinkenden Transportkosten und beschleunigte den internationalen Handel.